# Filippo Iacolino
Filippo Iacolino (Favara, 6 giugno 1895 – Trapani, 21 luglio 1950) è stato un militare e vescovo cattolico italiano.

## Biografia

### Infanzia
Nacque a Favara il 6 giugno 1895 da Domenico e Giovanna Vullo. Fu il dodicesimo ed ultimo figlio della numerosa famiglia. Fu cresimato all'età di quattro mesi da mons. Gaetano Blandini. A sette anni ricevette la Prima Comunione. Nell'anno scolastico 1901-1902 frequentava la prima elementare. Nell'anno 1903-1904 per motivi di salute non poté frequentare la terza elementare e perciò l'anno successivo fu costretto a ripetere per la seconda volta la seconda. Nell'anno 1905-1906 fu promosso alla classe quarta e l'anno successivo ottenne l'attestato conclusivo del quinto anno.
Il 15 ottobre 1908 entrò nel Seminario Vescovile di Agrigento per frequentare la 1ª Ginnasio. Compì regolarmente gli studi salvo una breve interruzione: dal 15 gennaio al 9 marzo 1915 per servizio militare. Nel 1916 ricevette la tonsura.

### Servizio militare
Il 21 luglio 1916 fu in zona di guerra col 3º Reggimento Fanteria. Il 12 gennaio 1917 fu in zona combattimento come soldato del 114º Reggimento Fanteria. Fatto prigioniero durante la Battaglia di Caporetto fu condotto nel campo di concentramento di Mannheim col numero di matricola 55621. Dopo la Battaglia di Vittorio Veneto, il 17 novembre 1918 partì da Achkarren e dopo essere stato ad Andolsheim, Colmar e Munster, arrivò a Gérardmer. Da qui, attraverso Épinal, Aix-les-Bains e Chambéry, arrivò a Torino ed infine il 27 dicembre a Favara. Della sua prigionia e delle sue disavventure scrisse un diario.
Ritornò nel Seminario di Agrigento, frequentando il corso teologico.

### Carriera ecclesiastica
Ricevette i primi due ordini minori il 16 marzo 1920 e pronunziò i voti il 21 maggio 1921. L'anno dopo fu diacono ed il 22 luglio del 1922 fu ordinato sacerdote dal vescovo Bartolomeo Lagumina, presso la Cattedrale di Agrigento.
Nell'ottobre del 1930 fu chiamato ad insegnare nel Seminario Vescovile di Agrigento; dal 1932 al settembre 1935 fu il consigliere spirituale dei seminaristi e successivamente Rettore del Seminario. Per il suo comportamento fu definito il Rettore di ferro. In seguito accettò prima la nomina di Canonico onorario e dopo quella di statutario. Nel 1942 ebbe l'onorificenza di cameriere segreto e dopo, nel 1947, di prelato domestico.
Divenuto rettore della Chiesa di San Vito di Favara, dimostrò immediatamente le sue qualità religiose e umane. Fu assistente spirituale della Conferenza di San Giovanni Bosco di Favara. Inoltre si univa ai giovani nelle visite agli ammalati. Nel febbraio 1947 divenne vicario generale dell'Arcidiocesi di Agrigento e nel novembre dello stesso anno fu eletto Vescovo di Trapani. Il 6 dicembre prestò giuramento davanti all'onorevole Enrico De Nicola e il 12 dicembre fu ricevuto da Papa Pio XII.
Il suo fu un apostolato eroico: furono numerose le lettere pastorali emanate. In seguito divise il territorio in parrocchie e costituì 19 parrocchie rurali, di cui 13 riconosciute dallo Stato. Fece costruire cinque chiese, di cui due nella sua città natale. Ricostruì prima il seminario e, solo dopo, il Palazzo Vescovile, entrambi distrutti dalla guerra. Diede impulso all'ACLI e pur ammalato continuò la sua instancabile attività apostolica.

### Morte
Morì il 21 luglio del 1950, lasciando una traccia indelebile del suo passaggio terreno. Il 23 luglio furono celebrati i funerali. La salma fu seppellita prima nel cimitero di Trapani, all'interno della Cappella dei sacerdoti, poi il 18 gennaio 1952 fu trasportata in una cappella della Cattedrale di Trapani dove tuttora riposa.

## Genealogia episcopale
La genealogia episcopale è:
- Cardinale Scipione Rebiba
- Cardinale Giulio Antonio Santori
- Cardinale Girolamo Bernerio, O.P.
- Arcivescovo Galeazzo Sanvitale
- Cardinale Ludovico Ludovisi
- Cardinale Luigi Caetani
- Cardinale Ulderico Carpegna
- Cardinale Paluzzo Paluzzi Altieri degli Albertoni
- Papa Benedetto XIII
- Papa Benedetto XIV
- Papa Clemente XIII
- Cardinale Marcantonio Colonna
- Cardinale Giacinto Sigismondo Gerdil, B.
- Cardinale Giulio Maria della Somaglia
- Cardinale Carlo Odescalchi, S.I.
- Cardinale Costantino Patrizi Naro
- Cardinale Lucido Maria Parocchi
- Papa Pio X
- Cardinale Gaetano De Lai
- Arcivescovo Giovanni Battista Peruzzo, C.P.
- Vescovo Filippo Iacolino